# 天主教巴拉杜皮拉伊-沃尔塔雷东达教区
天主教巴拉杜皮拉伊-沃爾塔雷東達教區（拉丁語：Dioecesis Barrensis de Pirai-Voltaredondensis），是巴西一個天主教教區，位於東南部里約熱內盧州西北部，包括廿八個市。屬里約熱內盧總教區。
教區成立於1922年12月4日，主教府和主教座堂分別位於巴拉杜皮萊和沃爾塔雷東達。2012年有教友683,000人，佔總人口84.0%。有廿二個堂區、司鐸五十六人。現任教區主教為類斯·亨利·達·西爾瓦·布里托，榮休主教為方濟各·比亞辛。